# Nikola Mikić
Nikola Mikić, cyr. Никола Микић (ur. 13 września 1985 w Kraljevie) – serbski piłkarz występujący na pozycji obrońcy. Od 2016 zawodnik OFI 1925.
Karierę rozpoczął w klubie Policajac Belgrad. Następnie w latach 2004–2005 grał w drużynie Posavac Kneževac. W 2005 został piłkarzem Radnički Nisz. W 2008 roku odszedł do Napredaka Kruševac, a w 2010 roku do Crvenej Zvezdy Belgrad.
W Super liga Srbije zadebiutował 16 sierpnia 2008 roku w meczu z Hajdukiem Kula (0:1).
W 2013 roku odszedł ze Crvenej zvezdy i następnie grał w Manisasporze, OFK Beograd i AEL Kallonis. W 2016 trafił do OFI 1925.